# یوسف ویتبسکی
یوسف ویتبسکی (روسی: Иосиф Давидович Витебский؛ ۹ ژانویهٔ ۱۹۳۸ – ۷ دسامبر ۲۰۲۴) شمشیرباز اهل اتحاد جماهیر شوروی بود.
وی در مسابقات کشوری و بین‌المللی در مجموع برندهٔ ۱ مدال نقره شد.
ویتبسکی در ۷ دسامبر ۲۰۲۴، در سن ۸۶ سالگی درگذشت.